# 郭旭原
郭旭原（Kuo, Hsu-yuan），台灣建築師。

## 學歷
- 東海大學建築系畢業
- 美國麻省理工學院建築碩士[1]。

## 經歷
- 台灣李祖原建築師事務所專案建築師
- 美國 Hellmuth, Obata+Kassabaum, Inc. （页面存档备份，存于） 都市建築設計師
- 美國 Stone Marraccini & Patterson 專案設計師
- 美國 Skidmore, Owings & Merrill LLP （页面存档备份，存于） 都市設計師
- 與建築師妻子黃惠美共同主持大尺建築+郭旭原聯合建築師事務所。[2]

## 建築作品
| 國家 | 城市 | 作品                                  | 圖片 |
| ---- | ---- | ------------------------------------- | ---- |
| 臺灣 | 新竹 | 麻布山林 AUO 友達光電新竹員工訓練中心 |      |
| 臺灣 | 台北 | U-House 信義計劃區集居住宅            |      |
| 臺灣 | 台北 | 九歌-木柵集合住宅                     |      |
| 臺灣 | 台北 | 大直碩-集合住宅                       |      |
| 臺灣 | 台北 | 台北官邸-重疊屋                       |      |
| 臺灣 | 台北 | 富藝旅-老屋改造案                     |      |
| 臺灣 | 新竹 | 鴻向-竹北集合住宅                     |      |
| 臺灣 | 桃園 | 南崁HVW商辦大樓                       |      |
| 臺灣 | 台中 | 勤美誠品綠園道                        |      |
| 臺灣 | 台中 | 友達七星廠員工宿舍                    |      |
| 臺灣 | 台北 | 圓山窗外                              |      |
| 臺灣 | 新竹 | 友達光電北埔技術發展中心              |      |

## 建築獎項
- 2013年，以U-House 住宅案獲得德國IF設計獎（建築及空間設計類）[4]
- 2015年，榮獲中華民國「傑出建築師獎」。（該年度，孫德鴻、阮慶岳亦同獲此殊榮）[5]
- 2017年，以富藝旅-老屋改造案獲得遠東建築獎舊屋改造特別獎[6]。